# Spalona Dolna
Spalona Dolna – nieoficjalna nazwa osady leśnej (gajówka) w Polsce,  w województwie dolnośląskim, w powiecie kłodzkim, w gminie Bystrzyca Kłodzka.
Nazwa nie występuje w oficjalnym spisie miejscowości.
W latach 1975–1998 miejscowość należała administracyjnie do województwa wałbrzyskiego.